# Personaggi di Brothers & Sisters - Segreti di famiglia

La famiglia Walker in una scena del quarto episodio della prima stagione

Questa voce contiene un elenco dei personaggi presenti nella serie televisiva Brothers & Sisters - Segreti di famiglia.

## Famiglia Walker

### Nora Walker
Nora Walker (nata Holden) è interpretata dall'attrice statunitense Sally Field, che per questo ruolo ha vinto un Emmy nel 2007 ed un SAG Award nel 2009. Nora è la matriarca della famiglia Walker: è una donna apprensiva e autoritaria, che tende a voler controllare sempre le vite dei suoi familiari. Convinta democratica, è continuamente in lotta con la figlia Kitty, per le sue radicali idee repubblicane. Per diversi anni le due non si sono quasi parlate perché Kitty aveva incoraggiato il fratello Justin a combattere nella guerra in Afghanistan. Con la figlia Sarah ha un rapporto molto più disteso, anche se per un breve periodo Nora le sarà ostile, poiché Sarah le aveva tenuto nascosto il fatto che il padre avesse una figlia illegittima. Ha un rapporto particolare con il figlio omosessuale Kevin, che appoggia nelle sue scelte forse fin troppo. Nora ha anche un fratello maggiore, Saul, che la difende, la assiste e la protegge in seguito alla morte del marito. Se il rapporto con i suoi figli è spesso burrascoso, quello con sua madre è a dir poco pessimo: Nora le rimprovera di essere stata assente e di non averla mai sostenuta, oltre ad aver criticato continuamente il suo matrimonio. Proprio il matrimonio di Nora si scopre essere stato un grande fallimento: suo marito William, infatti, l'ha tradita per vent'anni con un'altra donna, Holly Harper, da cui ha avuto una figlia, Rebecca. Alla morte di William, tutti i suoi segreti vengono alla luce e Nora, in collera con lui, decide di dirgli addio definitivamente, gettando la sua fede nuziale nell'oceano. Dopo la morte del marito, Nora comincia ad uscire con altri uomini, anche se tutte le sue storie finiranno male. Riguardo alla religione, Nora è ebrea, anche se non è mai stata praticante; insieme alla nipotina Paige, però riscoprirà la sua fede.
Nella prima stagione, Nora, invadente e volitiva donna californiana è una moglie felice e madre di cinque figli. La serenità della sua famiglia però viene bruscamente interrotta quando, durante la festa per il compleanno di sua figlia Kitty, il marito William ha un attacco di cuore e muore davanti agli occhi di tutti. Questo avvenimento è solo l'inizio di una lunga serie di scoperte sulla vita del defunto: William infatti, sotto l'apparenza di uomo perfetto, nascondeva una relazione con un'altra donna che durava da vent'anni, una figlia illegittima e un grosso ammanco alla sua azienda. Nora quindi vede spazzata via in un colpo la sua tranquillità e si trova a fare i conti con la sua nuova vita. Fra le altre cose, cerca di migliorare il suo rapporto con i figli, soprattutto con Kitty, con la quale è in contrasto da tempo. Inoltre comincia a frequentare degli uomini, tra cui il tuttofare David e l'insegnante di scrittura creativa Mark. Oltre a questo, ospita in casa la figlia illegittima di suo marito e tenta di trovare una tregua con l'amante dell'uomo.
Nella seconda stagione, l'apertura della seconda stagione vede Nora disperata, dopo una lunga estate in cui è rimasta da sola ad affrontare il dolore per la partenza di Justin. L'unica persona ad averle dato un po' d'aiuto è stata Rebecca, che Nora ha imparato ad amare come una figlia. Nel primo episodio, Nora mette da parte perfino i preparativi del matrimonio di Kitty per dedicarsi all'"Associazione madri di guerra". Justin, infatti, non ha dato sue notizie per giorni e sua madre è preoccupatissima. Grazie all'aiuto di Robert, Nora viene a sapere che Justin sta rientrando da una missione e sta bene. Tuttavia la sua serenità viene interrotta nuovamente quando Robert viene informato che Justin e i suoi compagni sono stati colpiti da una bomba. Nell'episodio seguente viene mostrato che Justin è salvo, anche se ha riportato danni alla gamba destra, e perciò viene fatto rientrare a casa. Per gli episodi successivi, Nora cerca di convincere Justin ad assumere gli antidolorifici per guarire più velocemente. Il ragazzo alla fine accetta il consiglio della madre, ma poi diviene dipendente dai medicinali. Nora quindi viene messa alla prova per l'ennesima volta e decide di aiutare il figlio a disintossicarsi senza il ricovero in una clinica. Contemporaneamente si occupa del matrimonio di Tommy, che ha preso una strana piega, e di quello di Sarah, che sta combattendo per l'affidamento dei figli. Qualche tempo dopo, cercando le musiche per il matrimonio di Kitty e Robert, Nora si ricorda del suo primo fidanzato, Stan Harris e le viene voglia di contattarlo. Scopre così che Stan è diventato un professore universitario dai metodi piuttosto anticonformisti e, dopo una cenetta intima, Nora lo invita alle nozze di Kitty. L'uomo però si mette a fumare marijuana davanti alle guardie di sicurezza, che lo rinchiudono in isolamento. Così Nora, rimasta da sola, si mette a flirtare con un altro invitato, Isaac Marshall, un collaboratore della campagna elettorale di Robert. Nora e Isaac (vedovo con cinque figli) intraprendono una relazione, che dura all'incirca tre mesi. Poi all'improvviso Isaac le chiede di trasferirsi con lui a Washington; Nora accetta, ma i suoi figli manifestano la loro disapprovazione e alla fine la donna si rende conto che non può lasciarli, perché necessitano della sua presenza. Negli ultimi episodi della stagione, un azzardo incauto di Saul mette a rischio la sopravvivenza della Ojai Foods e Nora chiede aiuto a Tommy e Holly. Nell'ultimo episodio Nora organizza il matrimonio di Kevin e Scotty, mentre i suoi figli scoprono che Rebecca non è la vera figlia illegittima di William.

### William Walker
- Attore: Tom Skerritt
- Doppiatore: Saverio Moriones

William Walker era il fondatore della ditta Ojai Foods, marito di Norah, e padre di cinque figli. In seguito all sua morte, avvenuta inaspettatamente il giorno del compleanno della figlia Kitty, vengono rivelati una serie di retroscena che mettono la famiglia Walker profondamente in crisi. William infatti intratteneva da anni una relazione con Holly Harper, dal quale aveva persino avuto una figlia, Rebecca. Benché la sua presenza nel telefilm sia fatta principalmente di flashback, le sue azioni ed il suo passato saranno la forza scatenante degli avvenimenti di quasi tutta la serie.

### Sarah Walker
Sarah Louise Walker (precedentemente Whedon) è interpretata dall'attrice australiana Rachel Griffiths. Sarah è una madre lavoratrice, che ha lasciato il suo impiego in una multinazionale per lavorare nell'azienda di famiglia, in modo da avere più tempo da dedicare ai suoi figli. Suo padre William l'ha sempre elogiata davanti ai dipendenti e alla sua morte le ha lasciato la presidenza dell'azienda, suscitando la gelosia dell'altro figlio, Tommy. Il matrimonio di Sarah con Joe, un musicista, è in crisi all'inizio della prima stagione e i due vedono un consulente. Man mano che la storia va avanti, le cose peggiorano e Sarah lascia Joe quando lui bacia la sorellastra di sua moglie, Rebecca. Politicamente Sarah è una democratica come la madre. Ha frequentato l'Università Wharton ed ha conseguito un master in economia.
Nella prima stagione Sarah è una donna in carriera, che tenta disperatamente di conciliare la vita lavorativa con quella familiare. Madre di due bambini piccoli, è sposata con Joe Whedon, un insegnante di chitarra, ma il loro matrimonio è in crisi e i due vedono un consulente di coppia. Nei primi episodi alla figlia Paige viene diagnosticato il diabete infantile, ma i genitori affrontano tutto ciò con serenità, supportati dalla famiglia Walker. Dopo la morte di suo padre, Sarah viene nominata presidente dell'azienda di famiglia, la Ojai Foods, a discapito del fratello Tommy, con il quale entra per un po' in competizione. Sarah è la prima a scoprire i segreti del padre, come il fatto che si sia reso colpevole di appropriazione indebita, rubando 2 milioni di dollari dal fondo pensione aziendale. Fra tutti i figli, Sarah è quella che porta più rancore verso il padre, sentendosi tradita da un uomo che aveva sempre considerato irreprensibile. Sarah tenta di salvare l'azienda dal fallimento e insieme ai fratelli Tommy e Kevin scopre che il padre aveva acquistato un fondo del valore di milioni di dollari. In questo modo riesce a risanare il bilancio aziendale. In seguito Sarah scopre da una fotografia che il padre ha avuto una figlia dalla sua amante Holly, Rebecca. Poiché Holly si è fatta cedere delle azioni della Ojai con l'imposizione, Sarah coglie l'occasione di vendicarsi di lei, rivelando a Rebecca che William Walker era suo padre (cosa che la madre le ha sempre tenuto nascosto). Tutto ciò scatenerà una grande rivalità fra Sarah e Holly, che non cesserà mai completamente, anche se con il tempo i rapporti si appianeranno. Verso la fine della stagione, Rebecca e Joe si scambiano un bacio in un attimo di debolezza e la ragazza racconta tutto a Justin, il quale dà un ultimatum a Joe, imponendogli di confessare l'accaduto a Sarah. Joe allora porta la moglie fuori per il weekend, con il proposito di raccontarle tutto, ma alla fine non ce la fa, accorgendosi di non poter perdere la moglie. Tuttavia, Holly, venuta a sapere dell'accaduto, non perde tempo per rinfacciare a Sarah la debolezza di suo marito. I Whedon allora si separano e Joe va via di casa. Nell'ultima puntata si intuisce che i due sono comunque in buoni rapporti e che potrebbe avvenire una riappacificazione.
Nella seconda stagione, nel primo episodio, Sarah fa l'amore con Joe e così in lei si riaccende la speranza di salvare il suo matrimonio. Dopo la paura per Justin, colpito da una bomba in Iraq, Sarah chiede a Joe di lasciar perdere la separazione e di tornare insieme. Lui però le chiede il divorzio e in seguito Sarah scopre che si sta frequentando con la sua prima moglie, Paula. Qualche episodio dopo, mentre stabiliscono gli accordi per il divorzio, Joe manifesta a Sarah la sua intenzione di richiedere l'affido esclusivo dei figli. Tutto ciò porta ad una dura battaglia legale, dalla quale Sarah esce sconfitta. Una sera però Paige scappa di casa, rifugiandosi da Nora e così Joe si convince che per i bambini è meglio l'affido condiviso. Successivamente, Sarah si innamora di Graham Finch, un consulente della Ojai Foods che la corteggia spudoratamente e i due intraprendono una relazione. Quando Sarah deve firmare l'accordo proposto da Graham per l'azienda, confida a Saul di non reputare conveniente l'investimento e così gli chiede di rifiutare al posto suo, per non compromettere la relazione. Saul però vota a favore e l'investimento si dimostra sbagliato: la Ojai Foods è sotto di 20 milioni di dollari e rischia il fallimento. Sarah quindi è costretta da Nora a chiedere aiuto a Tommy e Holly, che le propongono un'unica possibilità: fondere la Ojai Foods e la Walker Landing. In questo modo, Sarah e Tommy diventano co-presidenti e Holly amministratore delegato. Nell'ultimo episodio, Sarah regala a Rebecca la foto di lei da neonata (quella che le aveva fatto scoprire che William aveva una figlia illegittima), ma la ragazza ha già scoperto di non essere figlia di William e fra l'altro dice a Sarah di non essere lei la bambina nella foto. Sarah allora si convince che William ha avuto un altro figlio illegittimo (quello nella foto) da una donna che non è Holly Harper e inoltre crede che il suo nome inizi con la lettera "r" (poiché la password di William era "sktkjr", l'acronimo dei nomi dei figli). Improvvisamente Kevin ricorda un particolare a cui non aveva mai fatto caso: una sera, alcuni anni prima, un amico di William gli aveva dato quella foto e lui aveva spiegato a Kevin che il bambino nella foto era Ryan, il figlio di una sua amica morta di recente. La prima stagione si chiude con Sarah e Kevin che comunicano la loro scoperta a Nora.

### Kitty Walker
Katherine Anne "Kitty" McCallister (nata Walker) è interpretata dall'attrice statunitense Calista Flockhart. Kitty è una donna determinata e testarda, da sempre in conflitto con la madre Nora per le sue posizioni politiche: infatti, mentre la madre è democratica, Kitty è una repubblicana convinta. Oltre a ciò, Kitty si è resa colpevole, secondo Nora, di aver spinto il fratello Justin ad arruolarsi nell'esercito e a partire per l'Afghanistan. Kitty ha abitato per molti anni a New York ed era lì anche al momento dei fatti dell'11 settembre 2001. Il racconto dell'accaduto ha colpito talmente tanto il giovane Justin da spingerlo ad arruolarsi, nonostante non fosse quella l'intenzione di Kitty. Per tutti questi anni Nora e Kitty si sono parlate a stento. Kitty ha avuto molti uomini nella sua vita, ma le sue relazioni sono sempre inesorabilmente fallite. Ha una vastissima collezione di scarpe.
Nella prima stagione Kitty è una famosa conduttrice radiofonica che lavora e vive a New York da molti anni. Nel primo episodio ritorna nella casa di famiglia in California per festeggiare il suo trentottesimo compleanno. Qui si scopre che i suoi rapporti con la madre Nora sono molto freddi, sia per via delle convinzioni politiche contrapposte, sia perché Nora ritiene Kitty responsabile dell'arruolamento nell'esercito del fratello Justin. Durante la sua festa di compleanno, il padre William ha un infarto e muore. La famiglia, esterrefatta, si unisce ancora di più e Kitty e Nora fanno finalmente pace. Kitty, in procinto di sposarsi con il fidanzato Jonathan, decide di accettare un lavoro come opinionista in un programma televisivo a Los Angeles e quindi si trasferisce a casa della madre, mettendo a repentaglio la sua vita sentimentale. La trasmissione in cui Kitty lavora, "Rosso, Bianco e Blu", è basata su una serie di dibattiti riguardo a questioni politiche intavolati fra due esponenti dei maggiori partiti politici statunitensi, la repubblicana Kitty e il democratico Warren. Fra i due comincia una relazione piuttosto ambigua, che finisce con un rapporto sessuale. Kitty resta così divisa fra due uomini; Jonathan scopre tutto e la lascia, mentre Warren, che non è mai stato il suo fidanzato ufficiale, comincia ad uscire con una giovanissima collaboratrice del programma.
In seguito a Kitty viene affidato l'incarico di realizzare un'intervista con il Senatore Repubblicano Robert McCallister. La donna sfrutta l'occasione per chiedere al Senatore di risparmiare a Justin il rientro in servizio. L'uomo si trova costretto a rifiutare per integrità morale, ma resta colpito da Kitty, tanto da assumerla come Capo del suo Ufficio Stampa. Lei accetta l'incarico e pian piano fra i due si instaura una relazione sentimentale, che alla fine della stagione porterà ad un fidanzamento ufficiale. La storia fra Kitty e il Senatore viene osteggiata da Kevin, poiché McCallister ha votato contro una legge per i matrimoni gay. In realtà viene fuori che Robert ha un fratello gay, Jason, e che ha votato contro la legge solo perché sarebbe comunque stata bocciata. Per un po' di tempo Kevin e Jason hanno anche una relazione.
Contemporaneamente a questi fatti, Kitty reagisce male alla notizia di avere una sorellastra ed inizialmente non vuole neanche conoscere Rebecca. Il loro rapporto rimane comunque burrascoso anche quando Rebecca viene accolta in casa da Nora.
Nella seconda stagione Kitty sta organizzando il suo matrimonio, ma scopre di essere rimasta incinta. Poiché la gravidanza potrebbe causare problemi alla campagna elettorale di Robert, Kitty si vede costretta ad anticipare la data delle nozze. In questa occasione chiede a Rebecca di essere una delle sue damigelle, dimostrando di averla accettata come membro della famiglia. Purtroppo il giorno prima del matrimonio, Kitty, recatasi con Nora a fare la prima ecografia, viene informata dalla ginecologa che ha perso il bambino. La cerimonia quindi viene rimandata e Robert ammette di non essere pronto ad avere un altro figlio in un momento come questo. Nel frattempo Kitty ha assunto come collaboratore della campagna Isaac Marshall, una sua vecchia conoscenza, che intraprende una relazione con Nora. Finalmente arriva il giorno delle nozze, ma quella mattina Kitty scopre da Isaac che qualcuno vuole far emergere la verità riguardo ai meriti militari che Robert si è preso ingiustamente. Nella prima stagione Kitty aveva ricattato l'unica persona che conosceva quest'episodio e così non se la sente di sposarsi prima di dire a Robert ciò che ha fatto. Lui le dice che risolveranno tutto insieme e così si sposano. Tuttavia il segreto di Robert viene alla luce e l'uomo perde le primarie. Successivamente Kitty chiede a Robert di provare di nuovo ad avere un figlio, ma la fecondazione in vitro non funziona e inoltre Kitty teme di non poter portare avanti una gravidanza. I McCallister allora decidono di procedere con l'adozione. Nell'ultimo episodio Kevin e Scotty si sposano e chiedono a Kitty di officiare la cerimonia.

### Tommy Walker
Thomas "Tommy" Walker è interpretato dall'attore statunitense Balthazar Getty. Tommy è il terzogenito dei Walker, fra tutti i figli quello più simile al padre e che più soffre per la sua morte e per i suoi segreti. È geloso della scelta del padre di nominare sua sorella Sarah direttrice dell'azienda di famiglia e così comincia a competere con lei. Ad un certo punto si schiera con la nemica giurata di Sarah e di sua madre Nora, Holly Harper. La donna infatti decide di aprire un'azienda vinicola, giustificandosi con la motivazione che William lo voleva. Tommy allora la aiuta a fondare la Walker Landing. Nel frattempo ha scoperto di essere sterile e così si fa aiutare dai fratelli Kevin e Justin a concepire un figlio, attraverso l'inseminazione artificiale. Julia, sua moglie, resta incinta e nella penultima puntata partorisce prematuramente (29 settimane) due gemellini, William ed Elizabeth. Il maschietto però ha problemi renali e gli serve un trapianto dalla sorellina per sopravvivere. Tuttavia, perché ciò sia possibile, bisogna mettere a rischio anche la vita di Elizabeth. Tommy e Julia non se la sentono di rischiare e così il piccolo William muore dopo poche ore.
Nella seconda stagione i rapporti fra Tommy e Julia sono piuttosto tesi. Un giorno, dopo una visita dei suoceri, Tommy viene informato da Julia che lei ed Elizabeth se ne andranno via per un po'. Quando Tommy chiede spiegazioni, Julia lo accusa di essere colpevole della morte del loro bambino. Tommy vive un periodo di forte crisi e così cade molto facilmente fra le braccia della sua nuova segretaria Lena, un'amica di Rebecca. Holly si accorge subito della relazione e minaccia Tommy se non porrà fine alla relazione. La storia però continua ad andare avanti per un po', finché Tommy non lascia Lena, capendo di non esserne davvero innamorata. Il giorno dopo Julia ritorna a casa, pentita per ciò che è successo e chiede a Tommy di riprovarci. Durante una cena di famiglia, però, la relazione di Tommy e Lena viene alla luce e perdipiù Julia scoppia a piangere, confessando di aver avuto anche lei una relazione. I due riescono a chiarirsi e si ripromettono di dimenticare tutto e di cercare di ricominciare. Nell'ultimo episodio Sarah e Nora chiedono a Tommy e Holly un aiuto economico, poiché la Ojai Foods è sull'orlo del fallimento a causa di un investimento sbagliato di Saul. I due accettano, ma a patto che la Ojai Foods si fonda con la Walker Landing.

### Kevin Walker
Kevin Walker è interpretato da Matthew Rhys. Kevin è il quartogenito dei Walker. Avvocato dichiaratamente omosessuale, all'inizio della prima stagione non ha mai avuto molte relazioni stabili. La sua prima esperienza sessuale è stata con una ragazza, ma l'estate seguente ha fatto sesso con un certo Tucker Booth nel ranch di famiglia (Tucker fra l'altro aveva fatto perdere la verginità a Sarah e si era drogato con Justin). Al liceo, Kevin usciva con un ragazzo di nome Danny McCullough, ma sua sorella raccontò della loro relazione a Kitty, che spifferò tutto agli altri fratelli. Kevin allora fece coming out con la madre, che il giorno dopo si iscrisse all'Associazione Genitori di Gay e Lesbiche. Nella seconda puntata Kevin, lavorando ad un caso che gli è stato sottoposto, conosce un testimone chiave, Scotty Wandell. Scotty è un ragazzo apertamente gay, che corteggia spudoratamente Kevin, accusandolo inoltre di cercare di sembrare eterosessuale. I due intraprendono una relazione, che prosegue fra alti e bassi. Una sera a cena, Tommy rivela alla famiglia di essere sterile e chiede a Kevin di donargli il suo sperma, in modo che lui e sua moglie Julia possano tentare l'inseminazione artificiale. Scotty esprime il suo parere, ma Kevin lo zittisce bruscamente dicendogli che è una questione familiare. Scotty allora lo lascia. Nonostante tutto, alla fine Kevin dona il suo sperma e anche Justin lo fa; alla fine Julia resta incinta, ma la paternità è sconosciuta. In seguito Kevin litiga con sua sorella Kitty, che ha accettato un posto di lavoro offertole da Robert McCallister, un Senatore Repubblicano. Kevin, essendo Democratico, non sopporta McCallister e perdipiù il Senatore vota contro una legge che consente le unioni gay. In realtà McCallister ha un fratello gay e ha votato contro quella legge perché sarebbe stata bocciata ugualmente, ma ciononostante Kevin continua a malsopportare il Senatore. Qualche tempo dopo, in palestra, Kevin fa amicizia con Chad Barry, un attore di soap opera, apparentemente etero, ma che lancia segnali contrastanti. In realtà Chad è gay, ma non può rivelarlo perché teme un calo della popolarità. Kevin accetta quindi di avere una relazione segreta con lui, che fra l'altro è anche fidanzato con una ragazza di nome Michelle. A tutto ciò si aggiunge anche Dan Silk, un blogger che avanza dei sospetti sulla sessualità di Chad. Kevin lo contatta telefonicamente minacciando di querelarlo, ma ciò serve solo a farlo accanire di più contro Chad. L'attore alla fine fa coming out pubblicamente, ma Kevin capisce che la relazione sta diventando troppo seria e lui non è pronto ad impegnarsi, così lascia Chad. Poco tempo più tardi Kitty gli fissa un appuntamento con Jason McCallister, non dicendogli che è il fratello del Senatore; all'appuntamento Kevin fa una figura pessima, parlando male di Robert e dicendo che è una vergogna per il mondo che qualcuno come lui faccia politica. Jason allora va via in fretta e furia, liquidandolo. Successivamente i due si ritrovano alla festa di fidanzamento di Kitty e Robert e dopo essersi insultati, si fanno prendere dalla passione nella dispensa di casa Walker.
Nella seconda stagione Jason, che Kevin ha scoperto essere un pastore metodista, viene incaricato dal vescovo di recarsi in missione in Malaysia e Kevin non prende bene la notizia, promettendo comunque al ragazzo di aspettarlo al suo ritorno. Qualche tempo dopo, Kevin riceve la visita di Scotty Wandell, che gli chiede un aiuto legale e gli propone di frequentarsi di nuovo. Kevin chiarisce di essere fidanzato, ma propone di rimanere amici. Quando Scotty viene sfrattato, Kevin si offre di ospitarlo a casa sua e qui comincia una relazione piuttosto ambigua; i due infatti continuano a flirtare, finché non finiscono a letto. Scotty decide di andarsene per non procurare danni a Kevin, ma lui chiama Jason e lo lascia. In seguito Jason ritorna in California e chiede un appuntamento a Kevin per chiarirsi. Le cose non vanno bene, poiché Jason accusa Kevin di aver agito da vigliacco lasciandolo per telefono; Kevin, dal canto suo si difende dicendo che lui era lontano e non si sentivano mai. Nel frattempo Kevin deve occuparsi anche di suo zio Saul, che nasconde la propria omosessualità. In uno degli ultimi episodi Saul, dopo avere tentato il suicidio, confessa a Kevin di essere gay, ma di vergognarsi a causa della sua età. La storia di suo zio fa capire a Kevin quanto sia importante per lui Scotty e così gli chiede di sposarlo (come unione civile). Nell'ultimo episodio i due si sposano, con Kitty come officiante della cerimonia. Durante i festeggiamenti, dopo la notizia che Rebecca non è figlia di William Walker, Sarah cerca di convincere i fratelli che il padre ha avuto davvero un figlio illegittimo. Tornato a casa, Kevin ripensa al suo rapporto con suo padre e si ricorda un particolare a cui non aveva mai fatto caso: una sera a cena, William ricevette la fotografia di un neonato da un suo amico e si giustificò con il figlio dicendo che il bambino è Ryan, il figlio di una sua amica morta di recente. Anni dopo, i Walker trovarono quella foto e, interrogandosi sull'identità del neonato, cominciarono a cercarlo, arrivando alla conclusione che fosse Rebecca. La seconda stagione si chiude con Kevin e Sarah che raccontano a Nora la storia di Ryan.
Nella terza stagione Elisabeth (figlia di Tommy e di Julia, concepita in provetta usando lo sperma di Justin e quello di Kevin) ha un tumore al fegato e necessita di un trapianto, perciò entrambi gli zii svolgono le analisi per vedere chi è compatibile ed emerge che è Kevin il padre;dopo questa notizia Kevin non vuole accontentarsi di avere una nipote ma vorrebbe che Elisabeth da adulta sapesse la verità, successivamente però capisce che è Tommy il vero padre della bambina e si accontenta solo di essere il suo zio cool. Un altro cambiamento riguarda il lavoro, infatti Kevin aspirerà a diventare socio anziano dello studio legale dove lavora, questo lo porterà a trascurare Scotty e la sua famiglia, ma quando il suo posto viene assegnato a un altro avvocato Kevin si licenzia e decide di occuparsi delle pubbliche relazioni di Robert McCallister, inizialmente in conflitto con il cognato(Kevin è un democratico mentre Robert un repubblicano) instaurerà con lui un vero e profondo legame di amicizia.
Nella quarta stagione si farà vivo l'ex fidanzato di Kevin, Chad, che proporrà a lui ed a Scotty un rapporto a tre. Kevin e Scotty ricorreranno all'inseminazione artificiale per avere un bambino ma Michelle, la donna che porta in grembo loro figlio, dice di avere abortito mentre in realtà fugge con il bambino.
Nella quinta stagione dopo la morte di Robert, ed il presunto aborto di Michelle, Kevin e Scotty si allontanano sempre di più ed il loro matrimonio quasi finisce quando Scotty confessa a Kevin di avere passato una notte con un cameriere del suo ristorante perché si sentiva trascurato (Kevin infatti aveva perso l'inaugurazione del ristorante di Scotty per ubriacarsi in un bar, dicendo al marito di avere un'importante riunione). Kevin capirà quanto ama Scotty e lo perdonerà. Insieme decidono di prendere in considerazione l'affido, dal momento che Kevin ora si occupa della difesa di molti minori con situazioni domestiche disagiate, e prenderanno in affidamento una bambina di nome Olivia. Successivamente Justin si presenterà a casa loro con un bambino di nome Daniel che è il bambino che Michelle portava in grembo ed ha abbandonato, resasi conto del suo errore, a casa di Justin sapendo che il ragazzo l'avrebbe portato dal fratello e da suo marito.

### Justin Walker
Justin Walker è interpretato dall'attore statunitense Dave Annable. Justin è il più piccolo dei Walker. Considerato un po' la pecora nera della famiglia, Justin ha combattuto in Afghanistan e l'esperienza lo ha portato ad essere affetto da Disturbo da stress post-traumatico. Tutto ciò lo ha spinto alla tossicodipendenza, dalla quale è uscito solo attraverso il ricovero in un centro di disintossicazione. Essendo il più giovane, è vissuto con le continue attenzioni della famiglia, che lo hanno soffocato fino al punto di arruolarsi nell'esercito per dimostrare il proprio valore. Nel primo episodio viene fuori che Justin è il più coccolato dalla madre e dai fratelli e che per un certo periodo ha combattuto nella guerra in Afghanistan. Il ragazzo si è arruolato spontaneamente, ma negli ultimi anni sua madre Nora e sua sorella Kitty non si sono quasi rivolte la parola, ritenendo responsabile l'altra per ciò che è successo a Justin (Disturbo da stress post-traumatico e problemi di droga). In realtà Justin ha deciso di andare in guerra dopo aver sentito il racconto di Kitty, testimone degli avvenimenti dell'11 settembre 2001, anche se questo non era l'intento della donna. Al ritorno dalla guerra, appunto, Justin è emotivamente provato e trova sfogo nella tossicodipendenza e nelle relazioni occasionali. La famiglia tenta di convincerlo a disintossicarsi e il fratello Tommy decide di non rivolgergli più la parola perché a suo dire si atteggia a vittima. Justin riesce a fare pace con Tommy quando l'uomo scopre di essere sterile e chiede a Kevin di donargli il suo seme. Kevin inizialmente rifiuta e Justin coglie l'occasione per avere un confronto con Tommy. Alla fine sia Kevin che Justin donano dei campioni di sperma che vengono utilizzati per l'inseminazione artificiale di Julia, la moglie di Tommy. Quale dei due campioni viene scelto non viene rivelato, per scelta stessa di Tommy e Julia. Nel frattempo Justin ha trovato un lavoro come facchino in un hotel di proprietà di Tyler Altamirano, una sua vecchia compagna di liceo. I due cominciano uno strano rapporto, ma Tyler ad un certo punto licenzia Justin dopo averlo sorpreso a drogarsi in servizio. In realtà Justin si stava drogando perché aveva ricevuto una lettera dove veniva richiamato alle armi in Iraq. Con l'aiuto di Kevin, Justin riesce a far prorogare la data del rientro in servizio di cinque mesi. In questo periodo decide di disintossicarsi ed entra in un centro specializzato. Dopo essere uscito dal centro di riabilitazione, Justin viene a sapere di avere una sorellastra, Rebecca Harper, che suo padre aveva avuto dalla sua amante Holly. Al contrario dei fratelli, che vogliono tenerla lontana dalle loro vite, Justin si presenta a casa di Rebecca e fa amicizia con lei. Poi convince la famiglia ad accettarla e quando Rebecca va via di casa, convince Nora ad ospitarla in casa loro. Nell'ultima puntata Justin viene informato da una telefonata che la data di rientro è il giorno successivo e non tre giorni dopo, come lui credeva. Il giorno successivo però è quello della festa di fidanzamento di Kitty e Robert; Justin presenzia alla festa ma poi va via senza dire niente a nessuno. Kitty e Nora, avvertite in tempo da Rebecca, corrono all'aeroporto e riescono a salutare Justin prima che parta.
La seconda stagione si apre con un videomessaggio di Nora a Justin, che è ancora in guerra. Ben presto viene fuori che il ragazzo non dà più sue notizie da settimane e Nora è preoccupatissima. Grazie a Robert i Walker riescono a sapere che Justin è sano e salvo e sta rientrando da una missione. Poco dopo però giunge la notizia che il convoglio di Justin è stato colpito da una mina. Nell'episodio seguente Justin viene fatto rimpatriare, a causa di una brutta ferita alla gamba destra. Il ragazzo non sopporta la presenza costante dei familiari e inoltre si rifiuta di assumere gli antidolorifici che gli sono stati prescritti, temendo di ricadere nella dipendenza. Nora riesce a convincerlo a curarsi con le medicine, ma il timore di Justin si realizza e il ragazzo si ritrova con una dipendenza da ossicodone. La famiglia lo mette davanti al suo problema e lui decide di curarsi a casa con l'aiuto di sua madre e di Rebecca. Dopo essere guarito, intreccia una relazione segreta con l'ex amante di Tommy, Lena Branigan, che lo usa solo per riavvicinarsi a suo fratello. Quando Tommy scopre la storia, si chiarisce con Justin, che nel frattempo ha lasciato Lena. Successivamente Rebecca gli racconta in confidenza di volersi sottoporre all'esame del DNA, poiché ha dei dubbi sulla sua vera paternità. Justin la incoraggia e la ragazza effettua il test. Il risultato è che Rebecca è figlia del regista David Caplan e non di William Walker, ma lei mente a Justin, temendo di perdere la famiglia Walker. Justin però resta deluso dalla notizia che Rebecca è sua sorella e confida a Kevin di provare qualcosa per lei. Alla fine lo ammette anche davanti a Rebecca, che scappa via confusa. In seguito la ragazza gli dice di non essere sua sorella, ma lui la scaccia in malo modo, sentendosi tradito. Nell'ultimo episodio, in occasione del matrimonio di Kevin e Scotty, i due riescono a riappacificarsi e intraprendono una relazione segreta.

## Personaggi secondari e ricorrenti

### Saul Holden
Saul Holden è interpretato dall'attore statunitense Ron Rifkin. Saul è il fratello maggiore di Nora, è scapolo e lavora da anni nella Ojai Foods, l'azienda di famiglia di William Walker, il marito di Nora. Saul cerca di proteggere Nora dopo la morte di William, ma non riesce a tenerle nascoste le scoperte fatte dai suoi figli. Saul è l'unica persona a conoscenza della relazione fra William e Holly Harper e dopo la morte del cognato, avrà una relazione proprio con quest'ultima, contro il parere di Nora. Nel corso del tempo emerge il fatto che Saul è omosessuale ed ha avuto una relazione con un uomo, molti anni prima. Come Nora, anche Saul è ebreo. Saul ha un rapporto molto amichevole con i suoi nipoti, che non lo chiamano neanche zio. Quando William muore, Saul tenta di proteggere sua sorella dai segreti inconfessabili dell'uomo, che pian piano vengono fuori. Si scopre che Saul è in contatto con l'amante di William, Holly Harper, che è una sua amica intima. Per un breve periodo, Saul e Holly si frequenteranno, nonostante Nora mostri il suo disappunto. La relazione però finirà presto, perché Holly capisce che Saul tiene di più ai Walker che a lei. Nel corso della serie Saul rivela alla sorella che William ha avuto una figlia da Holly, Rebecca. Per averlo fatto, litiga con i suoi nipoti, che invece volevano tenere nascosta alla madre la notizia. Nell'ultima puntata, alla festa di fidanzamento di Kitty e Robert, si presenta Milo Peterman, un vecchio amico di Saul, il quale gli annuncia che ora ha dichiarato la sua omosessualità. Questo lascia quindi dei dubbi sui gusti sessuali di Saul, che vengono approfonditi meglio nella seconda stagione. In uno dei primi episodi della seconda stagione Saul confida a Nora di aver amato un uomo, molti anni prima, ma di non essere convinto del suo orientamento sessuale. Nonostante le pressioni di Kevin, che vuole fargli ammettere la propria omosessualità, Saul continua sempre a negare. Nel corso della stagione viene evidenziato che l'uomo sta cercando di scappare dalla vita in cui è imprigionato da anni e tutta questa voglia di libertà lo spinge a commettere un investimento sbagliato, che porta la Ojai Foods sull'orlo del fallimento. Una sera Saul si ubriaca e, messosi alla guida, si schianta volontariamente contro un albero. Ne esce illeso, ma la polizia lo arresta per guida in stato di ebbrezza; Saul allora chiama Kevin per farsi venire a prendere e così, mentre sono in macchina, ammette di essere gay, ma di non riuscire a dirlo a causa della sua età. Nell'ultimo episodio, al matrimonio di Kevin e Scotty, Saul fa coming out davanti ai nipoti.

### Holly Harper
Holly Harper è interpretata da Patricia Wettig. Holly è un'ex attrice di teatro che ha avuto poco successo e che si è ritirata dal mondo dello spettacolo. Per oltre vent'anni è stata l'amante di William Walker, da cui ha avuto la figlia Rebecca. Holly non ha mai rivelato esplicitamente la paternità della ragazza né a lei né a William. Quando la storia viene fuori, Rebecca si sente tradita dalla madre, che le aveva sempre detto di essere rimasta incinta di un regista che l'aveva abbandonata. Tutto ciò è motivo di lite fra le due e Rebecca la lascia per trasferirsi a casa Walker. Holly odia profondamente la famiglia Walker, che per William è sempre venuta prima di lei e quindi non perde occasione di fare loro qualche dispetto. Per un breve periodo esce anche con Saul, ma la loro relazione viene presto interrotta.
Nel primo episodio Holly viene introdotta come un'amica di William Walker che gli fa visita in azienda. Ai funerali dell'uomo, Holly viene notata dai Walker mentre parla con Saul e tutti cominciano a chiedersi chi sia. All'apertura del testamento Nora scopre che William aveva una casa che era affittata da anni a Holly Harper, un'ex attrice. La vedova Walker decide quindi, contro il parere di Saul, di visitare la casa per capire cosa farne. Qui Nora e Holly fanno il loro primo incontro e sembra che tutto vada per il meglio, tanto che Nora invita anche Holly a cena. Quando i figli di William scoprono che la donna era l'amante del padre da oltre vent'anni, cercano di nascondere la cosa alla madre, ma durante la cena Nora sorprende tutti rivelando che lei sapeva della relazione di suo marito con Holly, che viene umiliata davanti a tutti gli invitati. Qualche tempo dopo Sarah, Tommy e Kevin scoprono che il padre aveva acquistato un terreno che vale milioni di dollari e lo aveva lasciato in eredità a loro e ad Holly. Poiché i soldi della vendita del terreno servono a sanare il grosso ammanco che William ha causato all'azienda di famiglia, i Walker devono ottenere la parte di Holly per potere vendere. Inizialmente Sarah cerca di imbrogliare Holly, tentando di comprare la sua quota a un prezzo molto più basso del suo valore reale, ma la donna scopre l'inganno e va su tutte le furie. Alla fine Holly le propone un accordo: lei cederà la sua quota del terreno, ma in cambio vuole diventare socia dell'azienda. I Walker si vedono costretti ad accettare e così Holly entra a far parte della Ojai Foods. Quando Nora lo viene a sapere, costringe i suoi figli ad assumere anche lei in azienda e comincia a competere con Holly. Quest'ultima però ha veramente talento come amministratrice e così Nora decide di farsi da parte riconoscendo la bravura dell'avversaria. In seguito Holly propone al consiglio di amministrazione l'acquisto di un'azienda vinicola, che secondo lei William voleva comprare. Sarah è contraria, mentre Tommy è favorevole; la proposta viene bocciata dal consiglio, ma Tommy decide di comprare l'azienda vinicola insieme ad Holly e di diventare soci. L'azienda prende il nome di Walker Landing e riscuote molto successo. Poco dopo nella vita dei Walker piomba Rebecca, che Sarah ha scoperto essere la figlia di William e Holly. La donna ha sempre tenuta segreta la paternità di Rebecca, per paura che la ragazza reagisse male. Sarah però, per vendicarsi di Holly, rivela a Rebecca la verità. La ragazza reagisce malissimo, ma è comunque vogliosa di conoscere la sua famiglia. Nessuno dei Walker vuole socializzare con Rebecca, tranne Justin, che la accoglie in famiglia. Dopo essere stata accolta con molte difficoltà anche dagli altri, Rebecca finisce per baciare Joe, il marito di Sarah e lo rivela alla madre. Holly a sua volta si vendica di Sarah rivelandole il tradimento del marito. Per questo Rebecca litiga con la madre, che alla fine le dice di non credere che sia stata solo colpa di Joe. Al che, Rebecca risponde di non essere una sgualdrina come lei e va via di casa, andando ad abitare a casa Walker. Questo serve solo ad alimentare l'odio di Holly verso i Walker, che le hanno preso prima l'amore della sua vita e poi la figlia. Dopo qualche screzio Holly si chiarisce sia con Nora che con Sarah e i loro rapporti sembrano migliorare, tanto che nell'ultimo episodio la donna viene anche invitata alla festa di fidanzamento di Kitty e Robert.
All'inizio della seconda stagione si nota che Holly è riuscita ad appianare i rapporti con Nora e le due riescono anche ad andare d'accordo, mentre il legame con Rebecca è piuttosto debole: la ragazza infatti ha vissuto per tutta l'estate a casa Walker e non ha voluto più chiarirsi con la madre. Durante il compleanno di Kitty le due fanno pace e in seguito Rebecca torna a casa sua dopo una lite con Justin. Il giorno del matrimonio di Kitty e Robert, dopo la festa, un uomo si presenta alla Walker Landing. Holly lo conosce bene: lui è il regista David Caplan, ex-drogato con cui è stata fidanzata. La donna lo accoglie a casa, scatenando la curiosità di Rebecca, che domanda alla madre se ci sia qualche probabilità che David sia suo padre. Holly nega, ma poi confida a David che in realtà c'è una piccolissima probabilità, che però non vuole rivelare a sua figlia, temendo una sua reazione aggressiva. Rebecca invece effettua il test del DNA e scopre che il suo padre biologico è proprio David. Dopo avere letto il responso, si scaglia contro l'uomo, accusandolo di averle tenuto nascosto tutto; lui per tutta risposta fa le valigie e riparte. Rebecca si arrabbia con sua madre, ma lei si giustifica dicendo di non aver voluto mai indagare. Nel penultimo episodio, a causa di un azzardo incauto di Saul, la Ojai Foods è messa in ginocchio e Nora costringe Sarah a chiedere aiuto a Tommy e Holly. La donna allora propone loro una fusione fra la Ojai Foods e la Walker Landing, che Sarah è obbligata ad accettare. Holly quindi diventa amministratore delegato dell'azienda.

### Rebecca Harper
Rebecca Walker (nata Harper, propriamente Caplan) è interpretata da Emily VanCamp. Rebecca è la figlia che William Walker ha avuto da Holly Harper. In realtà durante la serie si scoprirà che il padre biologico non è William, ma David Caplan, un ex di Holly. Rebecca rivela il suo passato a Justin nell'ultima puntata della prima stagione: quando aveva 16 anni ha avuto una relazione con il suo insegnante sposato e quando la moglie li ha scoperti, si sono trasferiti a Chicago. Rebecca allora li ha seguiti, dicendo di star studiando recitazione alla Northwestern University, senza in realtà essersi mai iscritta. Quando la moglie del professore li ha scoperti di nuovo, lui si è suicidato e Rebecca è tornata a casa da sua madre. Sarah scopre dell'esistenza di Rebecca cercando la password per dei conti bloccati da suo padre; la parola si rivela essere l'acronimo dei nomi dei figli in ordine d'età. Azzardando un'ipotesi, Sarah prova ad aggiungere alle iniziali dei Walker anche quella di Rebecca, la figlia di Holly, e la parola si rivela essere esatta. Sarah capisce quindi che suo padre credeva che la ragazza fosse sua figlia illegittima. La notizia salta fuori e i Walker, dapprima reticenti a conoscerla, finiscono con l'accoglierla in famiglia. Tutto ciò causa la gelosia di Holly, che aveva sempre tenuta nascosta la paternità di Rebecca anche a William. Un giorno Rebecca e Joe, il marito di Sarah, si baciano in un momento di debolezza. Rebecca sfutta la situazione per farsi compatire dai Walker, dicendo che Joe ha approfittato di lei. Solo Justin viene a sapere la verità proprio dalla ragazza. Holly nel frattempo ha usato l'accaduto per umiliare Sarah, che lascia Joe. La Harper però, durante una lite, dice alla figlia che lei sa come sono andate davvero le cose e che è stata anche colpa sua quello che è successo. Rebecca allora insulta la madre e va via di casa, chiedendo ospitalità a Justin e Nora. La ragazza entra perciò a far parte della famiglia Walker ufficialmente. Rebecca ha abitato per tutta l'estate a casa Walker ed è stata la persona più vicina a Nora in un momento tanto delicato per lei, quando cioè Justin era in guerra. Con il tempo riesce a guadagnarsi la fiducia di Kitty e Sarah, e a recuperare il rapporto con la madre. Nei primi episodi è proprio lei a far notare alla famiglia Walker che Justin ha una dipendenza dall'ossicodone. Il ragazzo reagisce male all'intromissione di Rebecca nella sua vita e così lei decide di tornare a casa di Holly. Qualche tempo dopo riceve la visita di una sua amica di vecchia data, Lena Branigan, ritrovatasi in ristrettezze economiche e riesce a farla assumere come segretaria alla Walker Landing (l'azienda di sua madre e Tommy). Lena però coinvolgerà Tommy in una relazione extraconiugale, approfittando della crisi che l'uomo sta vivendo con la moglie Julia. In seguito alla fine della loro relazione, Lena andrà a letto anche con Justin, finché lui non la allontanerà. Successivamente, Holly ospita in casa una sua vecchia conoscenza, il regista David Caplan. Rebecca, che da sempre è stata convinta dalla madre di essere figlia di un regista, nutre dei sospetti sulla sua reale paternità e per questo si sottopone al test del DNA. L'esito si rivela essere proprio quello che Rebecca sospetta: David Caplan è il suo padre biologico. Dopo averlo detto ai Walker (che scoprono quindi di avere un altro fratellastro, un certo Ryan Lafferty), Rebecca si lascia coinvolgere in una tenera storia d'amore segreta con Justin. Nella terza stagione Inizialmente la relazione tra Rebecca e Justin viene tenuta segreta alla famiglia, anche se per breve tempo. I due sembrano molto affiatati, e, nonostante la reciproca attrazione fisica che sentono l'uno verso l'altra non riescono a lasciarsi andare fisicamente. Con l'andare del tempo i due riusciranno a sciogliersi e a vivere una relazione libera e matura. Con l'arrivo di Ryan nella famiglia i rapporti tra Justin e Rebecca subisce qualche piccola incomprensione, e, in seguito alla dura lotta continua tra Holly e tutti i Walker, i due non reggono le continue tensioni e finiscono con in lasciarsi. Nonostante la rottura, il legame tra i due rimane molto stretto, i due litigano varie volta per la vicinanza tra lei e Ryan. Con l'andare del tempo, complici i loro sentimenti mai sopiti, i due tornano insieme e decidono di sposarsi.

### Julia Ridge Walker
- Attore: Sarah Jane Morris
- Doppiatore: Barbara De Bortoli

Figlia di Ben e Beth Ridge, Julia è la moglie di Tommy Walker. All'inizio della serie la coppia sta tentando di avere un bambino, ma Tommy si rivela sterile, e la coppia è costretta a ricorrere all'inseminazione assistita. A fornire il seme sono i fratelli di Tommy, Kevin e Justin, e dalla gravidanza nascono due gemelli William ed Elizabeth. Tuttavia, essendo nati prematuri, William risulta troppo debole e muore dopo poco. Da lì a poco Julia e Tommy entrano in crisi e decidono di separarsi provvisoriamente. Entrambi hanno delle relazioni extraconiugali, ma alla fine decidono di riprovare a stare insieme.
Quando Tommy metterà in serio pericolo il futuro della Walker Landing e fuggirà in Messico, Julia si trasferirà a Seattle con la figlia e porrà fine alla sua relazione con il marito

### Robert McCallister
Robert Alexander McCallister è interpretato da Rob Lowe. Robert è un Senatore californiano di fede repubblicana. Tuttavia in più occasioni viene mostrato che le sue idee politiche non sono totalmente conservatrici. Caratterialmente Robert è ligio al suo dovere e difende strenuamente i suoi principi. Ciò gli causa alcuni screzi con Kitty, per esempio quando lei gli chiede di procurarsi quante più possibili informazioni su Justin, di stanza in Iraq e del quale si sono perse le tracce da settimane. Robert esita sempre a trattare i suoi familiari e amici diversamente dagli altri, ritenendo ciò una compromissione della sua integrità morale. Per stessa ammissione della donna, Robert è il primo Repubblicano che sta simpatico a Nora. Durante la Guerra del Golfo, McCallister è stato acclamato da tutti come un eroe, essendogli stato attribuito un merito ingiustificato. Questo segreto gli causa dei problemi nella seconda stagione. Robert viene visto per la prima volta a metà della prima stagione, quando Kitty viene incaricata di intervistarlo dalla produzione del suo programma televisivo Rosso, Bianco e Blu. In questo momento infatti, la posizione del Senatore McCallister è piuttosto controversa, poiché la moglie Courtney ha chiesto il divorzio, accusandolo di averla tradita con la babysitter dei loro figli. La famiglia Walker invece è in subbuglio perché Justin è stato richiamato in guerra. Kitty allora scende a patti con la sua professionalità, chiedendo a McCallister di intercedere con l'esercito in modo da evitare il rientro in Iraq di suo fratello; in cambio lei non gli farà domande riguardo allo scandalo della babysitter. Il Senatore rifiuta l'accordo, ma Kitty non gli pone ugualmente domande sul suo adulterio. Qualche tempo dopo, McCallister contatta Kitty, offrendole un lavoro nel suo staff come capo del suo Ufficio Stampa. La donna accetta l'impiego, ma in privato gli chiede se la storia della babysitter è vera; McCallister risponde che sua moglie se l'è inventata per causargli un danno d'immagine, dal momento che si è candidato a Presidente degli Stati Uniti d'America. Un giorno Kitty scopre che in ufficio si è diffusa la voce che lei e il Senatore siano fidanzati: lei fa di tutto per smentire la cosa e arriva a rivolgersi ad un'agenzia di appuntamenti al buio per trovare un finto fidanzato. Alla cena però si presenta proprio Robert, che comincia a flirtare amichevolmente con Kitty. All'uscita del ristorante sono accerchiati dai paparazzi, che quindi pubblicano la notizia su tutti i giornali. Quest'episodio contribuisce ad avvicinare i due, che piano piano intraprendono davvero una relazione sentimentale. Tutti sembrano entusiasti della cosa, tranne Kevin, che odia Robert perché ha votato contro una legge sulle unioni gay. Robert rivela che in realtà ha votato contro solo per solidarietà di partito, poiché la legge sarebbe stata bocciata comunque. A prova di ciò, Robert dice di avere un fratello gay, Jason. Kevin uscirà con il ragazzo, non conoscendo davvero la sua identità e farà una figura pessima, insultando Robert. Verso la fine della stagione, però, i due avranno una relazione. Dopo un terribile incidente con un elicottero costato la vita ad un collaboratore di Robert, Kitty si lascia prendere dal terrore, perché anche lei doveva trovarsi sull'elicottero. Così, istintivamente, chiede a Robert di sposarla. Lui la prende in giro e rimanda la questione, ma in seguito sarà proprio lui a proporle il matrimonio. Nell'ultimo episodio Kitty e Robert organizzano a casa Walker un'enorme festa di fidanzamento, in cui emerge che la famiglia McCallister è addirittura più eccentrica degli Walker.
All'inizio della seconda stagione fervono i preparativi del matrimonio fra Kitty e Robert. I due però rischiano di litigare quando lei gli chiede di cercare notizie di Justin, di cui si sono perse le tracce in Iraq. Robert inizialmente rifiuta, a causa della sua integrità che gli impedisce di riservare un trattamento di favore ad un suo conoscente, ma poi si convince e riesce ad ottenere alcune informazioni rassicuranti. All'improvviso però, durante la festa di compleanno di Kitty, Robert riceve una telefonata che lo informa che Justin è stato colpito da una mina. Fortunatamente nell'episodio successivo si scopre che il ragazzo ha riportato solo una ferita alla gamba e viene fatto rimpatriare. Negli episodi seguenti Kitty scopre di essere incinta, ma Robert non prende bene l'annuncio. Per lui infatti è il momento peggiore per avere un figlio, soprattutto fuori dal matrimonio, poiché sia lui che Kitty sono indaffaratissimi con la campagna elettorale per le primarie. I due decidono di anticipare il matrimonio e di celebrarlo in gran segreto, ma il giorno prima delle nozze, Kitty scopre di aver avuto un aborto spontaneo. In seguito alla notizia, Robert ammette di non avere mai desiderato il bambino. Qualche tempo dopo Kitty e Robert si sposano, ma una tempesta minaccia di abbattersi sui due il giorno delle nozze: un avversario politico di Robert, infatti, ha scoperto che il Senatore si è preso dei meriti militari che non gli spettavano e ha intenzione di rivelarlo alla stampa. Alla fine lo scandalo viene fuori e Robert perde le elezioni. In seguito viene convinto da Kitty a provare ad avere un figlio, ma la fecondazione in vitro non funziona e allora i due decidono di procedere con l'adozione. Contemporaneamente, l'ex avversario di Robert gli propone di concorrere con lui nel ruolo di Vicepresidente, ma Robert si fa convincere da Kitty a rifiutare l'incarico perché conoscendo l'uomo, non avrebbe mai tenuto conto delle sue opinioni e lo avrebbe sfruttato solo per farsi pubblicità.

### Jason McCallister
- Attore: Eric Winter
- Doppiatore: Alessandro Quarta

Fratello del senatore Robert McCallister, è un ministro della chiesa metodista, è gay, che avrà un breve flirt con Kevin Walker, grazie all'intermediazione, non richiesta, di Kitty Walker.

### Scotty Wandell
- Attore: Luke MacFarlane
- Doppiatore: Marco Vivio

Scotty Wandell è un giovane omosessuale che nella prima stagione aveva chiesto l'aiuto legale di Kevin. I due avranno una breve relazione, ma alla fine si lasceranno. Il personaggio di Scotty ritorna nella seconda stagione, e la passione fra lui e Kevin si riaccenderà fino al punto che i due si sposeranno. I genitori di Scotty non saranno presenti al matrimonio poiché anche se gli vogliono bene non sono d'accordo sul loro finto matrimonio, perché secondo loro non riconosciuto né dalla Chiesa né dallo Stato (ma il padre gli farà avere - attraverso Kevin, che andrà a trovarli il giorno prima del matrimonio per chiedergli di stare vicino al figlio in quel giorno così importante per loro - i gemelli usati al proprio matrimonio, che aveva promesso al figlio per il suo). Nel corso della quarta stagione, insieme al compagno Kevin, tenterà di avere un figlio, e si avvicinerà di più al padre, che gli regalerà un fumetto della sua collezione dicendogli di usare i soldi ricavati da esso per pagare la madre surrogata per il loro bambino.

### Joseph "Joe" Whedon
- Attore: John Pyper-Ferguson
- Doppiatore: Alberto Angrisano

Joe è il marito di Sarah Walker, dal quale ha avuto due bambini: Paige e Cooper. All'inizio della serie la coppia è già in profonda crisi. Nonostante alcuni tentativi di aggiustare le cose, i due arriveranno a separarsi quando Joe bacerà Rebecca Harper, e divorziare definitivamente nella seconda serie, nonostante le buone intenzioni di Sarah.

### Paige Whedon e Cooper Whedon
- Attori: Kerris Dorsey e Maxwell Perry Cotton
- Doppiatori: Valentina Rossi e Arturo Valli

Paige e Cooper sono i due figli di Joe Whedon e Sarah Walker. Paige è la figlia maggiore, ed è quella che sembra soffrire di più per la separazione dei genitori, nella prima serie le viene diagnosticato il diabete infantile.

### Ryan Lafferty
- Attore: Luke Grimes
- Doppiatore:

Il personaggio di Ryan viene introdotto nella terza stagione, e si scoprirà essere il vero figlio illegittimo di William Walker, che fino a quel momento si pensava fosse Rebecca Harper. Si introduce nella famiglia Walker per capire come sua madre sia morta, e per scoprire se William sia stato implicato in ciò.

### Luc Laurent
- Attore: Gilles Marini
- Doppiatore:

Luc Laurent è un pittore francese che conoscerà Sarah nella quarta stagione mentre questa è in viaggio in Francia. I due si frequentano, ma Sarah poi dovrà tornare in America a causa del cancro di Kitty. Tuttavia Luc, follemente innamorato, la raggiunge, ma la relazione finisce dopo breve tempo a causa delle preoccupazioni che tormentano Sarah a proposito del visto di Luc, il quale non vuole trovare un lavoro al di fuori della pittura solo per ottenere la green card. In seguito i due si incontrano di nuovo in una galleria di pittura e Luc tornerà con Sarah, la quale aveva appena chiuso la relazione con Roy. Alla fine della quarta stagione Luc otterrà la green card tramite una lotteria e alla fine della quinta i due si sposeranno.